# Landesregierung Atli Dam VI

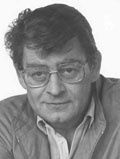
Atli Dam, 1970

Die sechste Landesregierung mit Atli Dam als Ministerpräsident an der Spitze war zugleich die sechzehnte Regierung der Färöer nach Erlangung der inneren Selbstverwaltung (heimastýri) im Jahr 1948. 

## Regierung
Die Regierung wurde am 16. Januar 1991 gebildet und bestand bis zum 24. April 1993. Es war eine Zweierkoalition, die sich aus Javnaðarflokkurin und Fólkaflokkurin zusammensetzte. Atli Dam vom Javnaðarflokkurin führte als Ministerpräsident die Regierung an. Darüber hinaus war er noch für Auswärtiges zuständig.
Jógvan Sundstein vom Fólkaflokkurin war stellvertretender Ministerpräsident und Minister für Finanzen und Kommunales, 
Thomas Arabo vom Javnaðarflokkurin Minister für Industrie und Handel, 
Jóannes Eidesgaard vom Javnaðarflokkurin Minister für Soziales, Gesundheit und Arbeit, 
Marita Petersen vom Javnaðarflokkurin Ministerin für Kultur, Bildung und Justiz, 
Svend Aage Ellefsen vom Fólkaflokkurin Minister für Verkehr, Umwelt und Energie und schließlich John Petersen vom Fólkaflokkurin Minister für Fischerei und Landwirtschaft. 
Am 18. Januar 1993 wurde die Landesregierung umgebildet. Atli P. Dam schied als Ministerpräsident aus der Regierung. Es war für Atli Dam zugleich der endgültige Abschied vom Amt des Løgmaður. Neue Ministerpräsidentin und gleichfalls zuständig für Äußeres wurde Marita Petersen vom Javnaðarflokkurin. Ihre bisherigen Aufgaben übernahmen Thomas Arabo (Bildung) und Jóannes Eidesgaard (Kultur). Zum ersten Mal in der Geschichte der Färöer übernahm damit eine Frau das Amt des Løgmaður.

## Mitglieder
Mitglieder der Landesregierung Atli Dam VI vom 16. Januar 1991 bis zum 24. April 1993:
| Aufgabenbereich                                                      | Minister            | Minister | Partei                |
| -------------------------------------------------------------------- | ------------------- | -------- | --------------------- |
| Ministerpräsident (Løgmaður) Auswärtiges (Jan. 1991 - Jan. 1993)     | Atli Dam            |          | C - Javnaðarflokkurin |
| (Jan. 1993 - Apr. 1993)                                              | Marita Petersen     |          | C - Javnaðarflokkurin |
| stellvertr. Ministerpräsident Finanzen und Kommunales                | Jógvan Sundstein    |          | A - Fólkaflokkurin    |
| Industrie und Handel (Bildung von Jan. 1993 bis Apr. 1993)           | Thomas Arabo        |          | C - Javnaðarflokkurin |
| Soziales, Gesundheit und Arbeit (Kultur von Jan. 1993 bis Apr. 1993) | Jóannes Eidesgaard  |          | C - Javnaðarflokkurin |
| Kultur, Bildung und Justiz (Jan. 1991 - Jan. 1993)                   | Marita Petersen     |          | C - Javnaðarflokkurin |
| Verkehr, Umwelt und Energie                                          | Svend Aage Ellefsen |          | A - Fólkaflokkurin    |
| Fischerei und Landwirtschaft                                         | John Petersen       |          | A - Fólkaflokkurin    |